# Holiday Lakes
Holiday Lakes é uma cidade  localizada no estado norte-americano do Texas, no Condado de Brazoria.

## Demografia
Segundo o censo norte-americano de 2000, a sua população era de 1095 habitantes.
Em 2006, foi estimada uma população de 1108, um aumento de 13 (1.2%).

## Geografia
De acordo com o United States Census Bureau tem uma área de
2,9 km², dos quais 2,5 km² cobertos por terra e 0,4 km² cobertos por água.

## Localidades na vizinhança
O diagrama seguinte representa as localidades num raio de 20 km ao redor de Holiday Lakes.